# Recopa de Europa de baloncesto 1988-89
La Recopa de Europa de la temporada 1988–89 tuvo lugar entre 11 de octubre de 1988 y el 14 de marzo de 1989. La final la jugaron el Real Madrid y Juvecaserta Basket. El Real Madrid conquistó su segunda Recopa de Europa en un partido que estuvo marcado por la gran actuación de Dražen Petrović, autor de 62 puntos (12/14 en tiros de dos, 8/16 en triples y 14/15 en tiros libres), y de Oscar Schmidt en el equipo contrario con 44 puntos.

## Participantes
| Austria             | 1 | Scholl Wels               |
| Bélgica             | 1 | Maccabi Brussels          |
| Bulgaria            | 1 | CSKA Sofia                |
| Chipre              | 1 | Achilleas                 |
| Finlandia           | 1 | Uudenkaupungin Urheilijat |
| Francia             | 1 | Pitch Cholet              |
| Grecia              | 1 | AEK                       |
| Hungría             | 1 | Oroszlányi Bányász        |
| Israel              | 1 | Hapoel Galil Elyon        |
| Italia              | 1 | Snaidero Caserta          |
| Luxemburgo          | 1 | T71 Dudelange             |
| Países Bajos        | 1 | Miniware Weert            |
| Portugal            | 1 | Porto                     |
| Escocia             | 1 | Glasgow Rangers           |
| Unión Soviética     | 1 | Žalgiris                  |
| España              | 1 | Real Madrid               |
| Suecia              | 1 | Hageby                    |
| Suiza               | 1 | Pully                     |
| Turquía             | 1 | Çukurova Üniversitesi     |
| Alemania Occidental | 1 | Steiner Bayreuth          |
| Yugoslavia          | 1 | Cibona                    |

## Primera ronda
| Equipo 1              | Agr.    | Equipo 2                  | Ida     | Vuelta  |
| --------------------- | ------- | ------------------------- | ------- | ------- |
| Achilleas             | 151–201 | Oroszlányi Bányász        | 76–86   | 75–115  |
| Hageby                | 193–201 | Uudenkaupungin Urheilijat | 100–113 | 93–88   |
| T71 Dudelange         | 104–188 | Miniware Weert            | 64-94   | 40–94   |
| Porto                 | 195–222 | Pully                     | 82-108  | 113–114 |
| Çukurova Üniversitesi | 148–151 | CSKA Sofia                | 80-74   | 68–77   |

## Octavos de final
| Equipo 1                  | Agr.    | Equipo 2           | Ida     | Vuelta |
| ------------------------- | ------- | ------------------ | ------- | ------ |
| Oroszlányi Bányász        | 146–169 | Hapoel Galil Elyon | 69–70   | 77–99  |
| Uudenkaupungin Urheilijat | 156–162 | Steiner Bayreuth   | 76–80   | 80–82  |
| Miniware Weert            | 117–136 | Pitch Cholet       | 75-56   | 42–80  |
| Pully                     | 168–173 | AEK                | 113-100 | 55–73  |
| CSKA Sofia                | 154–187 | Snaidero Caserta   | 74-84   | 80–103 |
| Žalgiris                  | 207–170 | Maccabi Brussels   | 108-71  | 99–99  |
| Glasgow Rangers           | 180–250 | Real Madrid        | 89–116  | 91–134 |
| Scholl Wels               | 148–207 | Cibona             | 71–97   | 77–110 |

## Fase de grupos
| Clave para los grupos                       |
| ------------------------------------------- |
| Equipos clasificados para la siguiente fase |

### Grupo A
|    | Equipo             | PJ | PG | PP | PF  | PC  | Pts |
| -- | ------------------ | -- | -- | -- | --- | --- | --- |
| 1. | Real Madrid        | 6  | 5  | 1  | 550 | 506 | 11  |
| 2. | Juvecaserta Basket | 6  | 3  | 3  | 539 | 547 | 9   |
| 3. | Hapoel Galil Elyon | 6  | 2  | 4  | 516 | 538 | 8   |
| 4. | Cholet Basket      | 6  | 2  | 4  | 461 | 475 | 8   |

### Grupo B
|    | Equipo          | PJ | PG | PP | PF  | PC  | Pts |
| -- | --------------- | -- | -- | -- | --- | --- | --- |
| 1. | Žalgiris Kaunas | 6  | 4  | 2  | 627 | 569 | 10  |
| 2. | Cibona Zagreb   | 6  | 4  | 2  | 573 | 553 | 10  |
| 3. | BBC Bayreuth    | 6  | 2  | 4  | 516 | 569 | 8   |
| 4. | AEK Atenas B.C. | 6  | 2  | 4  | 538 | 563 | 8   |

## Semifinales y final
La final se realizó en el Estadio de la Paz y la Amistad, en la ciudad de El Pireo, Grecia.
|  | Semifinales                                   | Semifinales                                   |     |  | Final               | Final               |  |
|  | 14 de febrero de 1989 / 21 de febrero de 1989 | 14 de febrero de 1989 / 21 de febrero de 1989 |     |  | 14 de marzo de 1989 | 14 de marzo de 1989 |  |
|  |                                               |                                               |     |  |                     |                     |  |
|  |                                               |                                               |     |  |                     |                     |  |
|  | Žalgiris Kaunas                               | 86 - 84                                       |     |  |                     |                     |  |
|  | Juvecaserta Basket                            | 80 - 98                                       |     |  |                     |                     |  |
|  |                                               |                                               |     |  |                     |                     |  |
|  |                                               |                                               |     |  |                     |                     |  |
|  |                                               |                                               |     |  | Juvecaserta Basket  | 113                 |  |
|  |                                               | Real Madrid                                   | 117 |  |                     |                     |  |
|  |                                               |                                               |     |  |                     |                     |  |
|  |                                               |                                               |     |  |                     |                     |  |
|  |                                               |                                               |     |  | Tercer lugar        |                     |  |
|  |                                               |                                               |     |  |                     |                     |  |
|  | Cibona Zagreb                                 | 91 - 92                                       |     |  |                     |                     |  |
|  | Real Madrid                                   | 92 - 119                                      |     |  |                     |                     |  |

### Final
| 14 de marzo de 1989 | Real Madrid                                                         | 117–113                                          | Juvecaserta Basket                                      | |  |
| 19:30               | Marcador por tiempos: 60–57, 42–45 (T.E.: 15–11)                    | Marcador por tiempos: 60–57, 42–45 (T.E.: 15–11) | Marcador por tiempos: 60–57, 42–45 (T.E.: 15–11)        | |  |
|                     | Estadísticas Dražen Petrović 62 Fernando Martín 7 Chechu Biriukov 2 | Pts Reb Asts                                     | Estadísticas Oscar Schmidt 44 dell'Agnello 12 Gentile 3 | Pabellón: Estadio de la Paz y la Amistad, Atenas, Grecia Asistencia: 12 000 espectadores Árbitros: Kostas Rigas, (GRE), Zdrtavko Kurilic (YUG) |  |

| Campeón de la Recopa de Europa 1988–89 |
| -------------------------------------- |
| Real Madrid 2º título                  |